# Себастьян Самуельссон
Себастьян Самуельссон (швед. Sebastian Samuelsson) — шведський біатлоніст, олімпійський чемпіон та медаліст, призер чемпіонату світу. 
Срібну олімпійську медаль Самуельссон виборов у гонці переслідування на Пхьончханській олімпіаді 2018 року.
Золоту олімпійську медаль та звання олімпійського чемпіона він здобув у складі шведської чоловічої естафетної команди. 